# Borough of Fareham
Fareham  är ett distrikt (motsvarande kommun) i grevskapet Hampshire i England, Storbritannien. Distriktet har 114 547 invånare (2022).  
Större orter är Fareham och Locks Heath. Distriktet har inga civil parishes.